# Cardigan

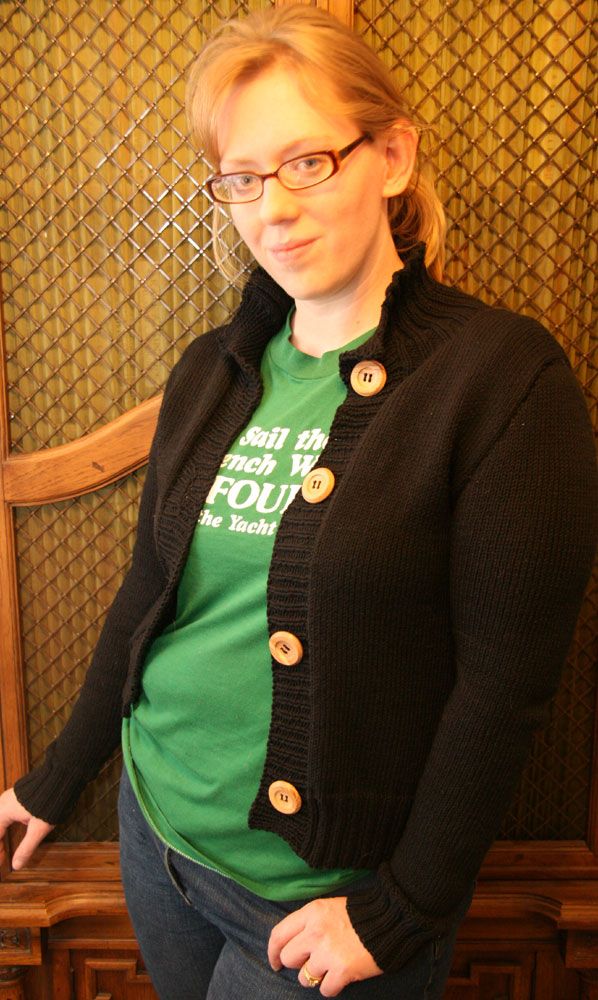
Una donna con un cardigan nero

Il cardigan è un tipo di maglione che si apre, tramite bottoni o cerniera sul davanti.
Il nome di questo capo di abbigliamento deriva da James Brudenell, VII conte di Cardigan, un comandante dell'esercito britannico, che svolse il suo servizio durante la guerra di Crimea.
I cardigan sono normalmente realizzati in lana o cotone e sono utilizzabili da ambo i sessi, benché siano quasi sempre stati parte del guardaroba maschile - nel corso degli anni è stato introdotto anche nell'abbigliamento femminile (il classico twinset), riscuotendo notevole successo. Si possono anche trovare con allacciatura tipo alamari.

## Nella cultura di massa
- Il cantante Perry Como ha indossato cardigan nel programma televisivo The Perry Como Show[6][7][8].
- Fred Rogers, protagonista del programma per bambini di lunga data Mister Rogers' Neighborhood, indossava un cardigan all'inizio di ogni episodio. I cardigan sono stati realizzati da sua madre e chiusi con una cerniera al posto dei bottoni[9].
- L'attore Steve McQueen ha reso popolari i cardigan, indossandoli nel film thriller d'azione del 1968 Bullitt e nella sua vita personale[10].
- Il cantante Kurt Cobain della band Nirvana indossava cardigan vintage. Il maglione che indossava durante il concerto MTV Unplugged in New York è stato venduto all'asta per 137 500 dollari nel novembre 2015. Si dice che avesse un buco di bruciatura, un bottone mancante e scolorimento intorno alle tasche[11].
- La cantautrice Taylor Swift ha scritto una canzone intitolata Cardigan e ha usato i cardigan come parte della sua merce che accompagnava la canzone e il suo ottavo album in studio, Folklore[12].
- The Cardigans è il nome scelto da gruppo musicale svedese[13].
- La band Kikagaku Moyo ha scritto una canzone chiamata Cardigan Song nell'album House in the Tall Grass[14].